# Списък с ретроними
Това е списък с ретроними – понятия, преименувани след възникването на нещо подобно на тях.
Акустична китараПреди изобретяването на електрическата китара, всички китари усилват звука излъчен от струните с помощта на кухото си тяло. Аналогично: акустично пиано.
Византийска империяВизантийците наричат себе си просто Римска империя. Шарл дьо Монтескьо считал, че християнската Източна Римска империя е покварена и не заслужава да носи престижното „римско“ име.
Витлов самолетСега самолетите са предимно реактивни.
Горещ шоколадВ дните преди изобретяването на сладкия плътен шоколад за ядене, думата „шоколад“ се отнася до напитката; използването ѝ в романите на Джейн Остин са объркващи за човека от 21 век. За известно време след изобретяването му плътния шоколад е наричан „блокче шоколад“, но поради поразителната му разпространение през втората половина на 19 век, се запазва само названието „шоколад“.
Джордж Х.У. Бушрядък пример на жив човек с ретроним. До момента, в който синът му Джордж У. Буш също става президент на САЩ, Джордж Буш рядко използва средните си инициали.
Естествен езикЕзик, използван от хората, възникнал по естествен начин в обществото. Различен от езиците за програмиране. Често наричан човешки език.
Кран за студена водаПреди изобретяването на нагревателите за топла вода, чешмите притежават само един кран.
Латинска Америка, Англо-АмерикаТъй като названието Америка често се свързва (макар и спорно) със Съединените американски щати, Латинска Америка осигурява по-точно название за говорещите предимно испански и португалски държави в двете Америки. Подобно, останалите англоворящи държави САЩ и Канада понякога биват наричани Англо-Америка, за да се разграничат както от „Америка“, така и от Северна америка, които включват и испаноговорещите Мексико, Гватемала, Ел Салвадор, Хондурас, Никарагуа, Коста Рика, Панама и Белиз, в който се говорят английски и испански.
Настолен компютърПреди преносимите компютри и лаптопите да станат популярни, компютрите, които се събират върху или под бюрото често биват наричани домашни или персонални компютри.
Обикновена поща (също известна като хартиена поща или snail mail на английски)Неелектронна поща доставяна до физически места, например в дома или в офиса. Преди електронната и гласовата поща, всички писма са физически и много по-бавни (оттам и прозвището „snail mail“ на английски, в буквален превод „охлювна поща“).
ПешеходциИзвестни просто като „хора“ преди възникването на превозните средства.
Първата световна войнаПървоначално наричана „Световната война“ (Пример: „Приключенията на добрия войник Швейк през Световната война“). Но следва още една война, обхванала почти целия свят и става наложително различаването им. Подобно, войната в Персийския залив от 1991, наричана първоначално „Пустиння буря“ или просто „Войната в Персийския залив“, сега често бива наричана „Първа война в Персийския залив“.
Ръчни скоростиВ САЩ автомобилите, чиито скорсти се превлкючват със скоростен лост, са на изчезване. Там се използват предимно автоматични скорости. В България и в Европа ръчните скорости все още са по-често срещани от автоматичните, така че не е нужна употребата на ретроним.
Твърд дискВсички дискове са твърди (т.е. изработени от твърди вместо гъвкави магнитни материали) до появата на дискетите.
Френски франкВалутната единица във Франция преди еврото, първоначално е единственият франк, но по-късно се налага да бъде различаван от белгийския и швейцарския франк, след като тези страни възприемат названието.
Хартиено копие, твърдо копиеС разпространението на виртуалните дигитални копия, физическите копия на документи се сдобиват с този ретроним.
ХетеросексуаленТерминът хетеросексуален се появява през 1869 година като антоним на думата „хомосексуален“ след споменаването ѝ от Карл Мария Кертбъни през 1868.
Хокей на треваИзвестен просто като „хокей“ преди да станат популярни хокеят на лед и хокеят с ролери.
Часовник със стрелки, механичен часовникПреди появата на електронните часовници, всички часовници са с циферблат и стрелки, задвижвани с механична енергия. След появата на електронния часовник, часовниците с циферблат и стрелки биват преименувани на аналогови.
Черно-бяла телевизияПървоначално наричана просто телевизия, ретронимът сега се използва за разграничаването ѝ от цветната телевизия. В тази връзка още: ефирна телевизия, нямо кино.

### Ретронимни прилагателни
АналоговОписва не-дигитални устройства: аналогов часовник, аналогов запис.
ЖиченОтнася се за продукти като телефони, слушалки, високоговорители, компютърни аксесоари и т.н., които сега се предлагат като безжични.
Обикновен, класически, или традиционенОписва устройства или методи, които биват заменени или допълнени от нови такива. Например, обикновена (не-микровълнова) фурна.
офлайнПотребителите на компютри поняга се уговорят да се срещнат офлайн, т.е. лично, вместо онлайн в интернет-базиран чат или подобно средство за електронна комуникация. Преди широкото разпространение на интернет, това офлайн срещите бяха единствените възможни срещи и терминът „офлайн среща“ е непознат.
I, СтаршиКогато династичен управник приеме име идентично с това на свой предшественик, оригиналното име обикновено получава римското число I със задна дата. Например Вилхелм I Орански е наричан Вилхелм докато е жив. Понякога имена (обикновено мъжки) също следват тази конвенция, или бащата получава окончание старши, а сина – младши; римски числа се използват, ако името се повтори още веднъж.
I или 1, както и част 1, версия 1, и т.н.Понякога се използват за обозначаването на първото въплъщение на филм, компютърна игра, и т.н. след създаването на продължение. Въпреки това оригиналът рядко бива преименуван официално. При появяването на Sony PlayStation 2, променена версия на оригиналната PlayStation се появява под името PSOne.
|  | Тази страница частично или изцяло представлява превод на страницата List of retronyms в Уикипедия на английски. Оригиналният текст, както и този превод, са защитени от Лиценза „Криейтив Комънс – Признание – Споделяне на споделеното“, а за съдържание, създадено преди юни 2009 година – от Лиценза за свободна документация на ГНУ. Прегледайте историята на редакциите на оригиналната страница, както и на преводната страница, за да видите списъка на съавторите. ВАЖНО: Този шаблон се отнася единствено до авторските права върху съдържанието на статията. Добавянето му не отменя изискването да се посочват конкретни източници на твърденията, които да бъдат благонадеждни. |